# Ямсовейське нафтогазоконденсатне родовище
Ямсовейське газове родовище — у Росії, північ Тюменської області.

## Опис
Входить до Західно-Сибірської нафтогазоносної провінції.
Поклади залягають на глибині 880…2900 м.
Початкові запаси 437 млрд м³.
Відкрите 1970 року.
Центр видобутку — Уренгой.